# Stephan Roth (Ratsherr)

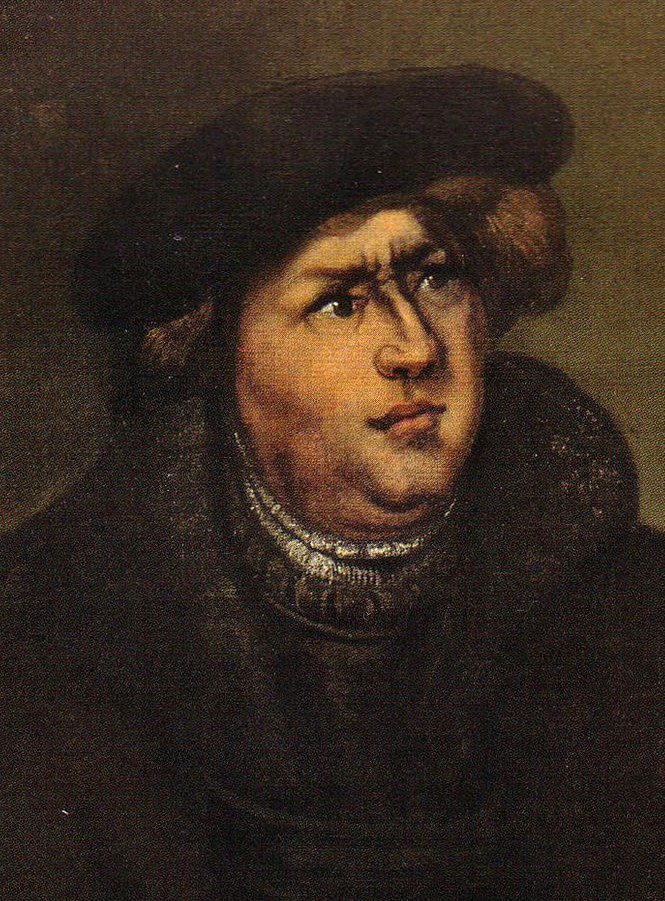
Stephan Roth

Stephan-Roth-Statue am Dom St. Marien Zwickau

Stephan Roth (* 1492 in Zwickau; † 8. Juli 1546 ebenda) war während der Zeit der Reformation Stadtschreiber und Ratsherr von Zwickau. Außerdem stenografierte er mit einer Abbreviaturschrift zahlreiche Predigten und Vorlesungen von Martin Luther und Johannes Bugenhagen mit. Die Ratsschulbibliothek Zwickau hat Roth einen bedeutenden Nachlass zu verdanken.

## Leben und Wirken
Er wurde als Sohn des Schuhmachers Bartholomäus Roth und seiner Frau Ursula (geb. Drechsel) geboren. Nach Besuch der Lateinschulen, unter anderem in Zwickau, Chemnitz und Glauchau, begann Stephan Roth, der dafür 200 Gulden Stipendium vom Zwickauer Rat erhalten hatte, ein Studium in Leipzig an einer der ältesten Universitäten Deutschlands, der Alma Mater Lipsiensis, das er 1516 nach vier Jahren als Magister abschloss. Dort wurde er mit der Idee des Humanismus bekannt und vertraut. Nach dem Abschluss der Artistenfakultät musste Roth zunächst selbst lehren, um hernach die höheren Künste studieren zu können. Er wurde 1517 Leiter der Lateinschule in Zwickau und 1521 in St. Joachimsthal, um schließlich Theologie bei Melanchton und Luther in Wittenberg studieren zu können. 1525–1527 war Roth Rektor des Francisceum Zerbst. Seit 1528 war er Stadtschreiber Zwickaus – ab 1530 Ratsschreiber (Oberstadtschreiber) und ab 1543 dann Ratsherr. Als solcher gründete er das Zwickauer Stadtarchiv und erweiterte den Bestand der Ratsschulbibliothek entscheidend. Letztere wertete er auch durch einen Nachlass von etwa 4000 Briefen und 6000 zum Teil handgeschriebenen Büchern auf. Dieser erlaubt damit einen Blick auf die Anfänge des Buchdrucks und der Reformation.
Als Stadtschreiber und später Ratsherr hatte Roth sehr viele Aufgaben zu erfüllen, doch bereits während und durch sein Studium in Wittenberg begannen wichtige Tätigkeiten. So wurde Roth, aufgrund seiner guten Predigtmitschriften, von Luther beauftragt diese herauszugeben. Außerdem hielt er bereits in Wittenberg selbst Vorlesungen und Predigten. Jedoch ließen die späteren Ämter Roth kaum Freizeit, denn das Amt des Stadtschreibers war sicherlich das arbeitsintensivste der städtischen Verwaltung, wenn es auch eine abgesicherte finanzielle Situation versprach. Er musste Ratssitzungen montags, dienstags und samstags protokollieren, Beschlussbücher, Ratsrechnungen, Handwerkerordnungen, Bußregister, Hauptrechnungsbücher und mehr führen. Als Inspektor für die Lateinschule ab 1528 schaffte es Roth für die Stadt einen guten Rektor zu finden und vergab Stipendien. Er war es auch, der den griechischen Unterricht in Zwickau eingeführt hatte. Bemerkenswert ist jedoch ebenso die Auseinandersetzung als Ratsherr mit Martin Luther und dem Kurfürsten, um Rechte der Stadt erfolgreich durchzusetzen. So vertrat Roth die Stadt in allerlei Angelegenheiten nach außen und auf sächsischen Landtagen.
Seine Hochzeit mit Ursula Krüger (Schwägerin des bekannten Wittenberger Buchdruckers Georg Rhaw) war am 11. Mai 1524 und hielt, trotz vieler Probleme in den ersten Ehejahren, bis zu ihrem Tod am 5. November 1544. Selbst schon kränkelnd verheiratete er sich ein zweites Mal am 17. Januar 1545 mit der Zwickauer Bürgersfrau Barbara Pfützner. Die Ehe währte nur kurz, Roth selbst verstarb eineinhalb Jahre später am 8. Juli 1546 in Zwickau.

## Stenograf von Predigten und Vorlesungen
Stephan Roth schrieb mit einer Abbreviaturschrift in großem Umfang Predigten und Vorlesungen von Martin Luther und Johannes Bugenhagen mit. Roths Kürzungsverfahren gleicht abgesehen von einigen Unterschieden den Kürzungsverfahren von Cruciger und Georg Rörer. Eine Seltenheit für die damalige Zeit war, dass Roth die Vorlesungen mit Tinte mitschrieb.
Beim Mitschreiben der Predigten hörte Roth plötzlich an manchen Stellen mit dem Schreiben auf, „wenn sich Luther nämlich so ereiferte, daß Roth seine Auffassungen nicht billigen konnte, oder wenn Roths Finger wegen der Kälte steif wurden. Er vermerkt dann aber in den Nachschriften jedesmal getreulich den Grund für die Lücken.“
Weitere Predigtmitschreiber Luthers neben Roth und anderen waren Caspar Cruciger und Georg Rörer.

## Ehrungen

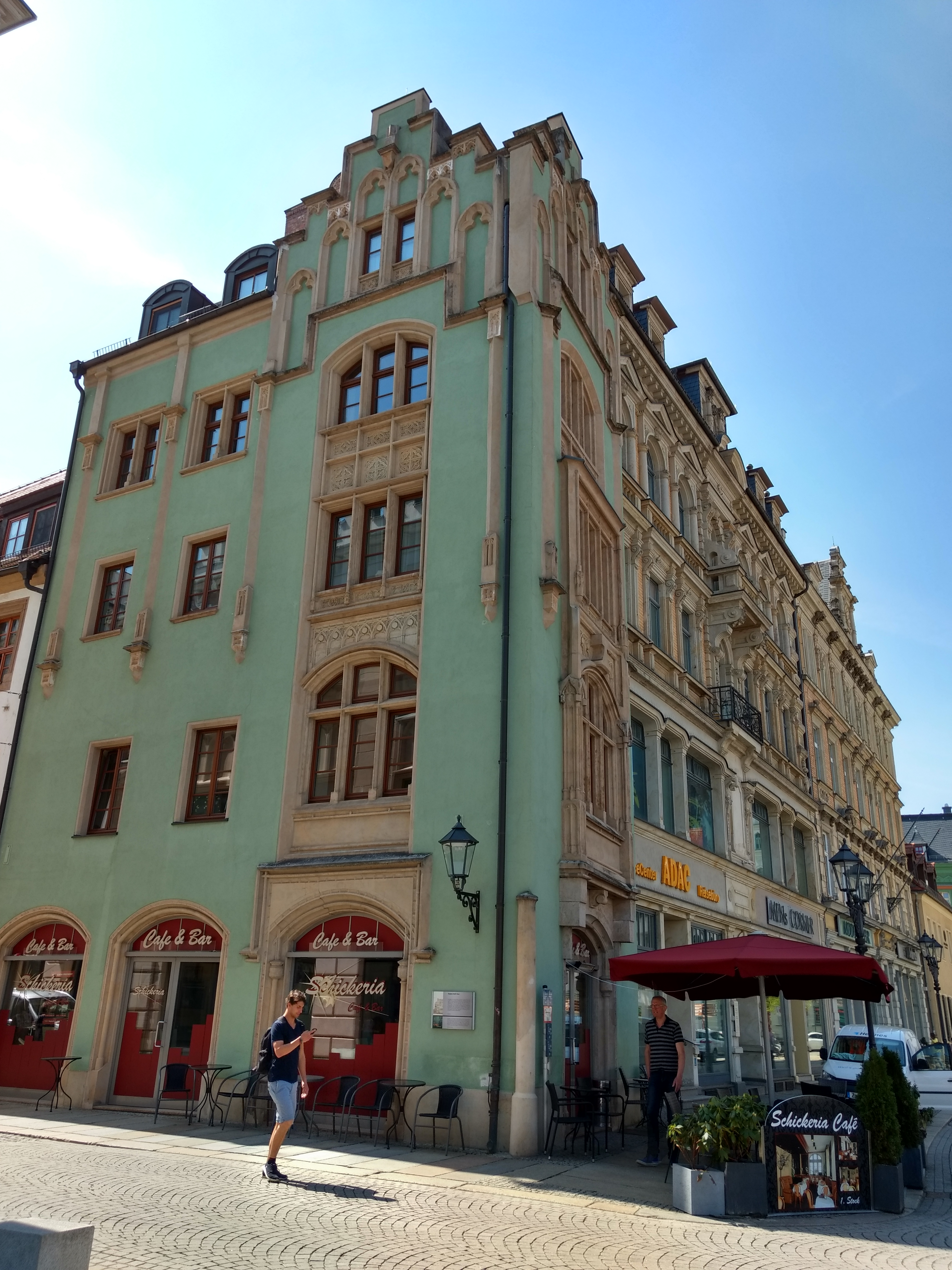
Roths Wohnhaus, 2018

Ihm zu Ehren wurde später die Stephan-Roth-Bürgermedaille für verdienstvoll geltende Bürger wie dem Sänger Ekkehard Otto, dem Politiker Jens Heinzig und dem Heimatforscher Norbert Peschke gestiftet. Die Stadt Zwickau hat eine Straße in Pölbitz nach ihm benannt (Erstnennung 1898). An Roths Wohnhaus, das er 1534 am oberen Steinweg erwarb, erinnert eine Gedenktafel an ihn.